# Musée Testut-Latarjet
Pour les articles homonymes, voir Testut et Latarjet.
Le musée Testut-Latarjet est un musée d'histoire de la médecine et d'anatomie fondé en 1854. Il s'ouvre au grand public en 1992 sur le domaine Rockefeller dans le 8e arrondissement de Lyon. Temporairement fermé depuis 2015, sa réinstallation est envisagée à Rillieux-la-Pape en 2023.

## Histoire
Fondé en 1854 sur demande du directeur de l’école préparatoire de médecine de Lyon, le musée s’installe initialement à l’Hôtel-Dieu. L’essentiel du fonds initial était composé des collections léguées à sa mort par le chirurgien Marc-Antoine Petit (1766–1811) à la Société nationale de médecine de Lyon.
En 1921, lorsque la Société des sciences médicales fusionne avec la Société de médecine, les collections d’anatomie et les instruments constituent un fonds commun, et le musée devient peu à peu un outil pour la formation des futurs médecins lyonnais. En 1930, il déménage sur le domaine Rockefeller (Lyon 8e), dans les locaux de la faculté de médecine.
Le musée ouvre au grand public en 1992 sous son nom actuel en hommage à deux anatomistes de la faculté de Lyon, Jean-Léo Testut et André Latarjet.
Délogées en 2015, les collections dorment jusqu’en 2021 dans un hangar du quartier de l'Ostérode à Rillieux-la-Pape, avant de se voir réparties dans d’autres lieux de stockage à travers la métropole.
Un projet d’aménagement dans le fort de Vancia est à l'étude depuis 2019, mais aucune date de réouverture n’est actuellement prévue mi 2023.

## Collections scientifiques et patrimoniales
Les collections du musée Testut-Latarjet se divisent en huit domaines principaux :
- Anatomie comparée
- Anatomie générale
- Anthropologie criminelle
- Egyptologie et techniques de conservation
- Embryologie et tératologie
- Ostéologie
- Paléoanthropologie
- Parasitologie et maladies tropicales

Le musée possède également des collections ayant appartenu à des personnalités majeures dans l'histoire des sciences :
- La collection Louis Léopold Ollier
- La collection Alexandre Lacassagne
- La collection Léo Testut
- La collection Etienne Destot